# Tromsdalstinden
Tromsdalstinden è un monte a est della città di Tromsø in Norvegia. La cima raggiunge i 1.238 metri slm. La montagna è ben visibile dal centro cittadino e ne è un importante elemento scenografico nonché una frequentata meta per escursioni in estate. Dalla sommità si ha un bel panorama sulla città, sull'isola di Kvaløya e sul golfo.
D'inverno vi si pratica lo sci di fondo.